# Sandro Brusamarello
Sandro Brusamarello (Thiene, 2 agosto 1967) è un ex cestista italiano.
Playmaker, ha giocato in Serie A vestendo le maglie di Venezia e Verona.

## Biografia
È stato convocato con l'Italia under 19 ai campionati mondiali di Bormio 1987, durante il quale ha guadagnato la medaglia di bronzo alle spalle della Jugoslavia e degli Stati Uniti.

## Palmarès

### Club
- Coppa Italia: 1

Scaligera Verona: 1991

### Nazionale
- Mondiali U-19

Bormio 1987:  Bronzo